# Марфиза
Марфи́за (итал. Marfisa) — дева-воительница, персонаж поэм Маттео Боярдо «Влюблённый Роланд» и Лодовико Ариосто «Неистовый Роланд».

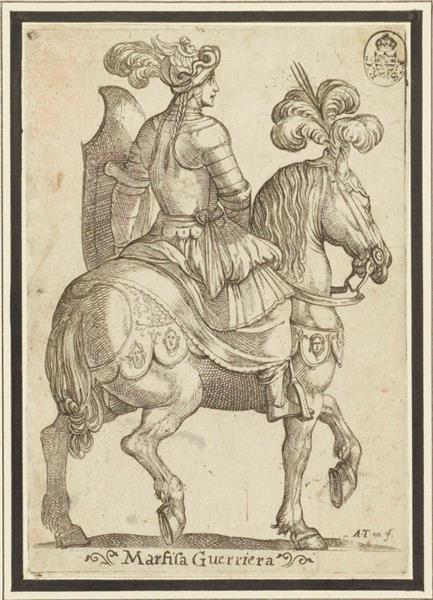
Марфиза (рисунок Антонио Темпесты)

Марфиза — сестра Руджьера, разлученная с ним в младенчестве и ставшая впоследствии царицей Индии. Поклялась не снимать доспеха, пока не одолеет трех могучих царей — Градасса, Агрикана и Карла Великого.

## Влюблённый Роланд
В начале поэмы Марфиза как союзница катайского царя Галафрона приходит под крепость Альбракку. Агрикан обращает войско Галафрона в бегство. Марфиза медлит — она считает ниже своего достоинства принимать участие в битве, пока Галафрон не будет окончательно разбит. Она вступает в долгий бой с Ринальдом, где паладину приходится туго. Бой Ринальда и Марфизы прерван Галафроном, который узнает в скакуне, на котором гарцует Ринальд, коня своего сына, и сочтя Ринальда убийцей Аргалия, нападает на него врасплох. Марфиза вступается за своего недавнего противника, и вдвоем они громят войско Галафрона. Вместе они вынуждают прежних союзников Марфизы в панике бежать под защиту крепостных стен.
Марфиза выводит из строя последних защитников Анджелики из бывшего Роландова отряда и вступает в ожесточенный бой с Сакрипантом. Появляется вестник, объявляющий Сакрипанту, что его царство захватил и разоряет сын Агрикана Мандрикард. Поединок продолжается. Прямо во время боя карлик Брунель похищает меч Марфизы и коня Сакрипанта по имени Белолоб — последнего прямо из-под всадника. Марфиза упорно и безуспешно преследует Брунеля, конь под которым (Белолоб) много резвее её коня: чувствуя себя в безопасности, Брунель не торопится и всячески издевается над преследовательницей. Под Марфизой падает конь, она сбрасывает с себя доспехи и продолжает преследование пешей, пока её не останавливает встреча с неким рыцарем и дамой. Это Брандимарт и Флорделиза. Марфиза отбирает у Брандимарта коня и доспехи. Продолжая путь, она встречает Астольфа с друзьями, с которыми отправляется во Францию.

## Неистовый Роланд
По пути их застигает буря, которая забрасывает их на остров амазонок. Их корабль в плену. Им предлагают бой одному на десятерых. Марфиза принимает вызов, побивает девять рыцарей, отвергает перемирие с вождем их Гвидоном, бьется с Гвидоном, и лишь ночь прерывает их бой. Гвидон рассказывает, как он томится на царстве, и Марфиза предлагает ему спасаться вместе. Наутро Астольф трубит в волшебный рог, все в страхе бегут, и путники отплывают во Францию. Во Франции она убивает Пинабеля.
Марфиза бьётся с Брадамантой, которая ревнует её к Руджьеру. В это время Атлант из гробницы открывает, что Руджьер и Марфиза брат и сестра. Они узнают друг друга, и Руджьер рассказывает Марфизе об их отце и матери. Брадаманта и Марфиза едут к Карлу, и Марфиза принимает крещение.